# دهستان وشنام دری
دهستان وشنام دری، یکی از دهستان‌های بخش مرکزی شهرستان چابهار در استان سیستان و بلوچستان ایران است. مرکز این دهستان، روستای وشنام دری است.

## جمعیت
بر پایه سرشماری عمومی نفوس و مسکن در سال ۱۳۹۵، جمعیت دهستان وشنام دری برابر با ۱۳٬۵۳۳ نفر بوده‌است.